# Henry Bence Jones
Henry Bence Jones (31 de diciembre de 1813 - 20 de abril de 1873) fue un médico y químico inglés, nacido en Thorington Hall, en el condado de Suffolk, hijo de un oficial de la Guardia de Dragones.
Fue educado en Harrow y en el Trinity College de Cambridge. Posteriormente estudió medicina en el Hospital St George, y química en el University College de Londres. En 1841 se fue a la Universidad de Giessen en Alemania para trabajar con Justus von Liebig.
Además de convertirse en miembro y posteriormente censor senior del Real colegio de médicos, y miembro de la Royal Society, ejerció el cargo de secretario de la Royal Institution durante muchos años. En 1846 fue elegido facultativo del Hospital St George. Murió en Londres el 20 de abril de 1853.
Bence Jones fue una reconocida autoridad en enfermedades del estómago y los riñones. Escribió, además de varios libros científicos, varios artículos en publicaciones científicas, como The Life and Letters of Faraday (1870).